# Lasioglossum albipenne
Lasioglossum albipenne är en biart som först beskrevs av Robertson 1890. Den ingår i släktet smalbin och familjen vägbin. Inga underarter finns listade i Catalogue of Life. Utbredningsområdet omfattar norra USA och sydligaste Kanada.

## Beskrivning
Huvud och mellankropp är metallglänsande blå till blågröna hos honan, blekgröna hos hanen. Munskölden är mörkbrun på den övre halvan, rödbrun på den undre. Antennerna är mörkbruna, med delar av undersidan gulaktiga till rödaktiga. Benen är bruna, med rödbruna fötter hos honan, gula hos hanen. Vingarna är mjölkvita med ljusgula ribbor. Bakkroppen är mörkbrun. Kroppsbehåringen är vitaktig, och täcker nederdelen av ansiktet hos hanen, samt sidorna på tergit 2 och hela tergit 3 till 4 hos båda könen.

## Utbredning
Utbredningsområdet omfattar norra USA från Colorado till North Carolina i söder till hela gränsstaterna i norr (Washington till Maine) samt sydligaste Kanada (de sydligaste delarna från British Columbia till Quebec samt nästan hela New Brunswick, Nova Scotia och Prince Edward Island). Arten är vanligt förekommande i hela utbredningsområdet.

## Ekologi
Dialictus albipennis är primitivt eusocial, d.v.s. samhällsbildande med flera honor som deltar i samhällets underhåll. Den bygger sina bon i jorden och i murket trä.
Arten är polylektisk, den besöker blommande växter från många olika familjer, som flockblommiga växter, korgblommiga växter, korsblommiga växter, kransblommiga växter, gurkväxter, ärtväxter, oleanderväxter, ripsväxter, liljeväxter, dunörtsväxter och harsyreväxter.